# Maléfices (roman de Boileau-Narcejac)
Maléfices est un roman policier français de Boileau-Narcejac, paru chez Denoël en 1961.

## Résumé
Maître Maurice Garçon, avocat à la Cour de Paris et membre de l'Académie française, reçoit d'un ami vendéen une lettre en forme de confession. 
Vétérinaire à Beauvoir-sur-Mer, François de Rauchelle a toujours mené une vie sans heurts à soigner les animaux des paysans. Chaque soir, il retrouvait Éliane, son épouse docile et un peu éteinte. 
Un jour, il se rend sur l'île de Noirmoutier, toute proche, pour soigner un guépard appartenant à Myriam, une belle artiste qui a vécu plusieurs années au Congo. Il cède à son charme envoûtant et ils deviennent amants. Mais la situation ne peut durer avec ces allers-retours incessants de l'île au continent, de l'épouse à la maîtresse. Rauchelle doit choisir celle avec qui il vivra. Mais Éliane tombe malade et il se sent incapable de la quitter, en dépit de sa passion pour sa maîtresse qui cherche par tous les moyens à le garder pour elle seule. Cependant, Éliane dépérit, et ce n'est pas un hasard puisqu'elle s'empoisonne elle-même à petites doses, non pour mourir, mais pour retenir son mari à son chevet. 
La mort plane sur ce triangle amoureux. Elle s'abattra bientôt.

## Adaptation

### Au cinéma
- 1962 : Maléfices, film français réalisé par Henri Decoin, d'après le roman éponyme, avec Juliette Gréco, Jean-Marc Bory et Liselotte Pulver.

## Source
- Jean Tulard, Dictionnaire du roman policier : 1841-2005. Auteurs, personnages, œuvres, thèmes, collections, éditeurs, Paris, Fayard, 2005, 768 p. (ISBN 978-2-915793-51-2, OCLC 62533410), p. 468.